# Moving On (film, 2022)
Pour les articles homonymes, voir Moving On (homonymie).
Pour plus de détails, voir Fiche technique et Distribution.
Moving On est un film américain réalisé par Paul Weitz, sorti en 2022.

## Synopsis
Deux amies se retrouvent aux funérailles d'une de leurs amies et décident de se venger du veuf.

## Fiche technique
- Titre : Moving On
- Réalisation : Paul Weitz
- Scénario : Paul Weitz
- Musique : Paul Croteau et Amanda Delores Patricia Jones
- Photographie : Tobias Datum
- Montage : Hilda Rasula
- Production : Stephanie Meurer, Andrew Miano, Chris Parker, Dylan Sellers et Paul Weitz
- Société de production : Boies Schiller Entertainment, Buffalo 8 Productions, Depth of Field et Limelight
- Société de distribution : Roadside Attractions (États-Unis)
- Pays de production :  États-Unis
- Genre : Comédie noire
- Durée : 85 minutes
- Dates de sortie : 
  - Canada : 13 septembre 2022 (Festival international du film de Toronto)
  - États-Unis : 17 mars 2023

## Distribution
- Jane Fonda : Claire
- Lily Tomlin : Evelyn
- Malcolm McDowell : Howard
- Richard Roundtree : Ralph
- Sarah Burns : Allie
- Marcel Nahapetian : James
- Amber Chardae Robinson : Joie
- Vachik Mangassarian : Walt
- Eddie Martinez : le père de James
- Santina Muha : la mère de James
- Annie Korzen : Wendy
- Lauren Tom : Ava
- Dionne Neish : la petite amie d'Ava
- Brandon Foxworth : l'infirmier Hector
- Cosette Abinante : Joycie
- Riona O'Donnell : Maeve
- Sawyer Holt : Cal
- Catherine Dent : Molly
- Dan Aho : l'infirmier Jerome
- Teddy Vincent : Dottie
- Jake Peck : Tommy
- Haley Wolff : Devin

## Accueil
Le film a reçu un accueil mitigé de la critique. Il obtient un score moyen de 60 % sur Metacritic.